# Shinai

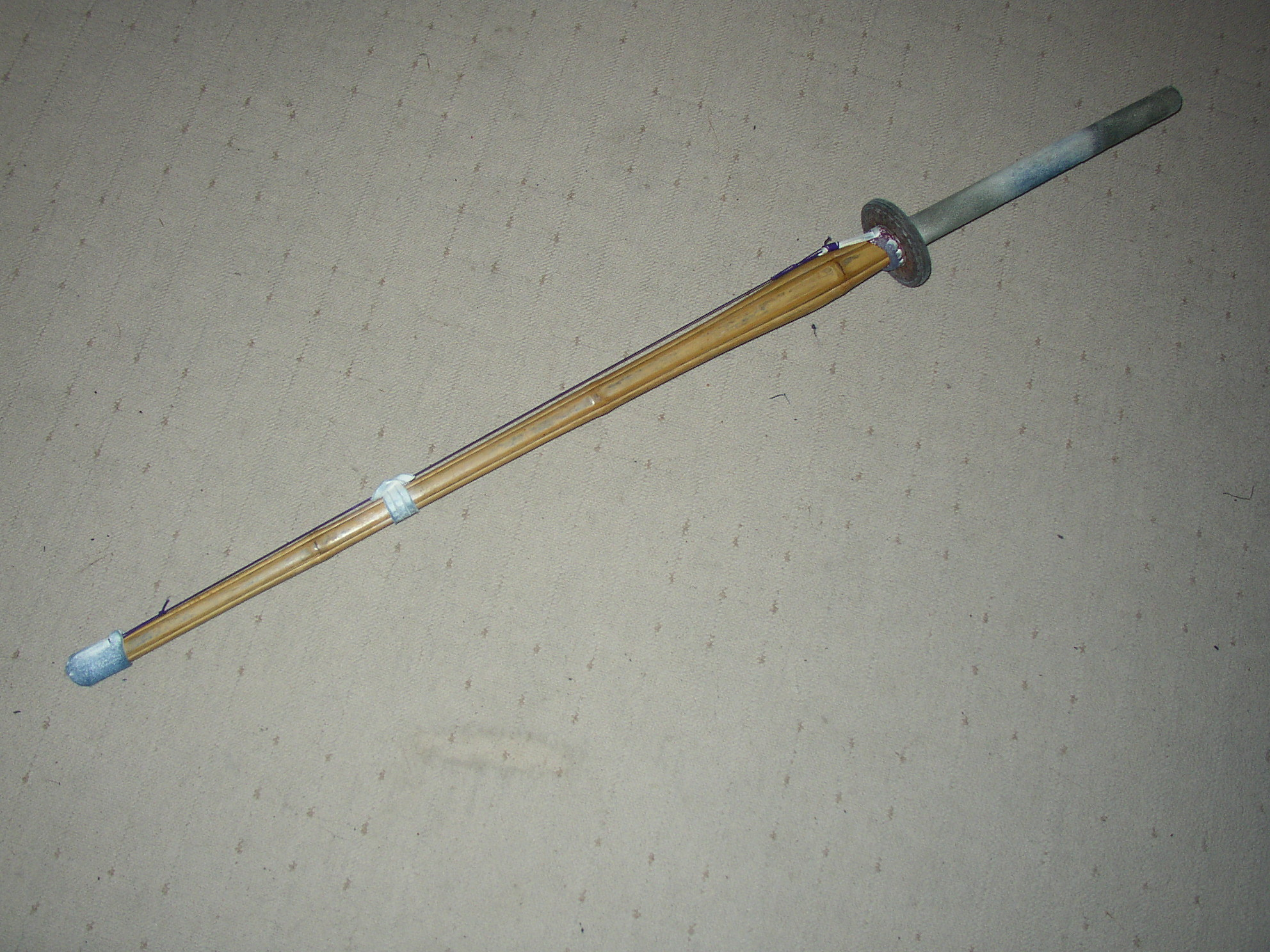
Shinai

De shinai (竹刀) is het wapen dat gebruikt wordt in kendo, die de katana vervangt.
Een shinai bestaat uit 4 bamboelatten (take) die bij elkaar gehouden worden in de top met een lederen beschermkap (saki-gawa) en een lederen handgreep (tsuka-gawa) aan het andere uiteinde. Deze 2 worden bij elkaar gehouden door middel van een nylon koord (tsuru). Deze wapens zijn ongeveer 1,20m. lang. Doordat ze zo licht zijn, kunnen er zeer snelle bewegingen mee worden uitgevoerd. Dankzij het gebruik van de shinai en een bogu wordt het mogelijk om op een veilige manier toch een echt gevecht met volle kracht en snelheid aan te gaan. Er zijn ook shinai’s van carbon in de handel. Deze slijten minder snel maar zijn dan ook een stuk duurder.

## Kumdo
In het Koreaanse kumdo wordt ook gebruikgemaakt van de shinai, alleen wordt hij daar aangeduid als juk do (죽도).